# Ivana Francuska, vojvotkinja Berryja
Ivana Francuskа (fr. Jeanne de France; 23. travnja 1464. – 4. veljače 1505.), poznata i kao sv. Ivana iz Valoisa, bila je kraljica Francuske kao supruga Luja XII. Na tome se položaju kratko nalazila, između smrti njezina brata kralja Karla VIII. i poništenja braka s Lujem. Nakon toga povukla se u svoj djelokrug i ubrzo je osnovala monaški Red sestara Navještenja Marijina, u kojemu je obnašala službu opatice. Iz toga je reda kasnije nastala vjerska zajednica Apostolske sestre Navještenja, osnovana 1787. kako bi podučavala djecu siromaha. Kanonizirana je 28. svibnja 1950.